# ネットワーク大学コンソーシアム岐阜
ネットワーク大学コンソーシアム岐阜は、岐阜県内の高等教育機関（大学等22校）および岐阜県とで構成する連合体である。1998年（平成10年）に「国際ネットワーク大学コンソーシアム共同授業運営委員会」が設立され、1999年以降継続して共同授業などを行なっている。e-ラーニングや単位互換制度も整備されており、参加大学の単位として認定されるほか、社会人や高校生なども講義を受講することができる。現在は、岐阜大学内に事務局が置かれている。

## 参加機関
加盟校
- 岐阜大学
- 岐阜県立看護大学
- 岐阜薬科大学
- 岐阜協立大学
- 岐阜女子大学
- 朝日大学
- 岐阜聖徳学園大学
- 東海学院大学
- 中京学院大学
- 中部学院大学
- 岐阜医療科学大学
- 岐阜保健大学
- 岐阜市立女子短期大学
- 岐阜聖徳学園大学短期大学部
- 東海学院大学短期大学部
- 中部学院大学短期大学部
- 大垣女子短期大学
- 中日本自動車短期大学
- 高山自動車短期大学
- 平成医療短期大学
- 中京学院大学短期大学部
- 岐阜工業高等専門学校
- 情報科学芸術大学院大学 (IAMAS)
- 放送大学岐阜学習センター
- 岐阜県立森林文化アカデミー

加盟団体
- 岐阜県

賛助会員
- 岐阜県経営者協会